# 미하엘 비트만
미하엘 비트만(독일어: Michael Wittmann, 1914년 4월 22일 ~ 1944년 8월 8일)은 나치 독일의 군인으로 무장친위대 소속이다. 최종 계급은 SS대위로 그가 격파한 전차 수는 138대이고 대전차포는 132문이었다. 가장 많이 적 전차를 격파했던 전차병 중 한 명으로 알려져 있으며, 특히 노르망디에서 티거 1 한 대로 영국 7 기갑사단의 선봉 전차부대에 괴멸적인 타격을 주었던 빌레르-보카주 전투로 유명하다.

## 생애

### 제2차 세계 대전 이전
1914년 4월 22일 독일 남부의 바이에른주(州)의 오버팔츠(Oberpfalz)의 포겔사르의 농가에서 출생했다. 초등학교 졸업 후 아버지의 농사일을 돕다가 1934년 2월 제국노동봉사단에 지원해, 아우토반 건설과 프랑스 국경의 서부 방어 요새(지그프리트 방어선)의 건설사업에 참가했다가, 뒤이어 1934년 10월 30일부터 1936년까지 제19보병연대에서 2년 간의 의무병역을 마치고 1937년에 SSVT에 지원하여 부사관 후보생으로 선발, 개전 직전에 중사로 임관되었다.

### 1939년 ~ 1941년
1939년 9월 1일 독일은 폴란드 침공을 개시했다. 비트만은 SS친위기갑연대(LSSAH연대) 장갑차소대에 배속되어 폴란드 전쟁에 참전했다. 9월 28일 폴란드 전역 종료 후, LSSAH연대는 프랑스와의 전쟁을 대비하여 독일 서부 국경으로 이동했다.
1940년 5월 10일 황색 작전(Fall Gelb)이 발동되어 LSSAH연대는 네덜란드에 침공했다. 벨기에 침공에 이은 프랑스 점령작전에 참가한 비트만은 덩케르크 포위전에서 일익을 담당했다. 6월 22일 프랑스와 휴전협정이 체결되었다. 그 후 SSVT는 무장친위대로 명칭을 바꾸고, LSSAH연대는 이후 여단 편제로 변경된다. 이때 비트만은 돌격포 중대 편성을 위해 선발되어 유터보그 포병학교에 보내졌다.
LSSAH의 돌격포병이 된 비트만은 그리스 전역에 투입되고(그리스는 산악지형이라 돌격포의 역할은 미미했음) 이후 독일-소비에트 국경으로 이동한 뒤, 1941년 6월 22일에 개전한 독소전에 참가했다.
LSSAH여단은 에발트 폰 클라이스트가 지휘하는 독일 1 기갑집단(Panzergruppe 1)에 배속되어 선봉을 맡았다. 비트만은 3호 돌격포의 차장이 되었다. 7월 16일부터 시작된 우만 포위전에서는 비트만은 16대(숫자에 대해선 여러 설이 있다)의 전차와 만나 지형을 교묘히 이용하여 일방적인 공격을 가해 6대의 T-26 경전차를 격파했다. 이 공적은 높게 평가되어 제2급 철십자장을 수상하고, 그 후에도 확실한 전과를 올려 9월에는 제1급 철십자장을 수상했다.
로스토프까지 진출한 LSSAH여단은 다른 독일군과 마찬가지로 소련의 동장군과 진흙탕에 발목을 잡히게 되고 돈강 유역에 고착되게 된다. 보급이 어려워진 독일군은 서서히 전력을 소모하게 되었고, 소련군의 인해전술로 출혈이 심해졌다. 돈 강을 둘러싼 연이은 일련의 전투에서 부상을 당한 비트만은 본국으로 송환되었다. 이때 LSSAH여단장 제프 디트리히의 부관으로 근무한 바 있는 중대장 막스 뷘세(Max Wuensche)에 의해 사관후보생으로 추천받게 되었다.

### 1942년 ~ 1943년
1942년 7월 건강을 회복한 비트만은 바트 퇼츠 SS사관학교(SS-Junkerschule Bad Tölz)에 입학하여 사관교육과 전차병의 훈련을 받았다. 같은해 11월 그동안 많은 피해를 입은 LSSAH여단은 동부전선에서 후퇴, 본국에서 재편한 뒤 프랑스에서 보충 후 1942년 11월 LSSAH장갑척탄병 사단으로 재편되게 된다.
1942년 12월 소위로 승진한 비트만은 LSSAH사단의 SS 1전차연대 13중대에 배속되어, 이때 처음으로 신형 중전차인 6호 전차 티거1에 탑승하게 되었다. 비트만은 전차장이 되었고, 발타자르 볼(Balthasar Woll,애칭:발티)이 포수(조준수)가 되었다. 비트만의 경이적인 적전차 격파 수를 이야기할때는 포수 볼과 티거 전차의 고성능을 빼놓을 수 없다.

### 1943년 ~ 1944년
1943년 1월 LSSAH사단은 다시 동부전선에 파견되어, 에리히 폰 만슈타인의 4기갑군의 지휘 하에 3차 하르코프 공방전에 투입되었다. 이 전투에서 SS기갑군단장 파울 하우서의 용단으로 SS기갑군단은 전멸을 면하게 되고 보강된 병력과 함께 반격을 개시 LSSAH 사단은 하르코프 시가지 제압에 성공하여 3차 하르코프 공방전은 독일군의 승리로 끝났다. 이 승리로 인해 쿠르스크를 중심으로 소련군의 돌출부가 형성되어 후에 쿠르스크 전투를 불러오게 된다.
1943년 7월 4일 치타델레 작전이 발동해 쿠르스크 전투가 개시되었다. 독일군은 소련군 돌출부를 향해 공격에 나섰으나 대비하고 있던 소련군은 고도의 종심 방어 진지를 구축하고 독일군을 맞이하였다. 이로 인해 독일군의 진격속도는 심할 정도로 느려지면서 정체하게 되었다.
LSSAH사단은 3 SS기갑사단 토텐코프과 협동하여 프로호르프카의 탈취를 목표로 했다. 7월 12일 대규모 소련 전차 부대가 반격하자 비트만과 13전차중대는 약 40대의 소련전차를 격파했다고 전해진다. 전선 전체를 본다면 독일군의 진격은 예정보다 늦어졌고, 연합군의 시실리 상륙이 더 중요해져 7월 13일 작전을 중지하라는 총통 명령이 떨어져 쿠르스크 전투는 종료되었다. 쿠르스크 전투에서 비트만의 전과는 전차 30대, 대전차포 28문이었다.
쿠르스크에서 철수한 LSSAH사단은 이탈리아로 이동했다. 1943년 7월 25일 무솔리니가 실각하자 이탈리아는 로마를 목표로 하던 연합군에 항복하고 추축국에서 떨어져 나갔다. LSSAH사단은 이탈리아군의 무장을 해제시킨 다음 다시 동부 전선으로 돌아갔다.
쿠르스크 전투 후 소련군의 공세는 나날이 증대하여 일방적으로 독일군은 수세에 몰리고 있었다. LSSAH사단도 후퇴와 한정적인 반격을 되풀이하고 있었다. 고전을 면치 못하는 전투속에서 비트만의 스코어는 계속 갱신되어 1943년 12월 6일에는 격파 전차수가 60대에 도달했다. 1944년 1월 13일 적전차 66대를 격파한 공적으로 인해 비트만은 기사철십자장(騎士鉄十字章, 독일어: Ritterkreuz des Eisernen Kreuzes)을 수여받았다. 같은 날 또다시 소련군 전차 16대 이상을 격파해 비트만의 스코어는 단번에 80대를 넘어섰다.
1월 15일 비트만의 전과에 커다란 공헌을 했던 볼에게 사단장 테오도어 비쉬(Theodor Wisch)가 기사철십자장을 수여하였다. 비트만에게 백엽기사철십자장의 수여가 1월 19일에 결정되었고, 2월 2일 비트만은 총통본부에서 히틀러가 직접 수여한 백엽기사철십자장을 받았고 동시에 계급도 친위대 중위로 승진되었다.
1944년 4월 러시아에서 돌아온 LSSAH사단은 벨기에에서 병력을 재편하였다. 비트만의 13전차중대는 SS 101 중전차대대에 합류하였다. 대대는 티이거1을 장비하고 있었다. 비트만은 2중대장에 임명되었고(205호차), 볼(212호차)도 전차장이 되었다.

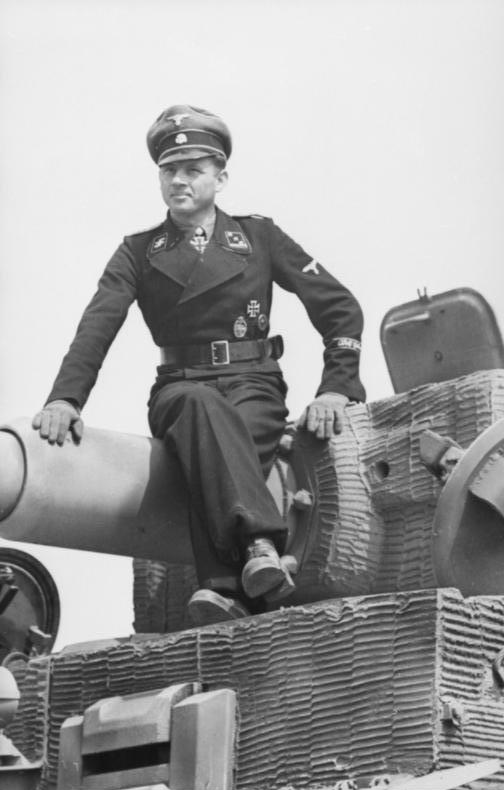
1944년 노르망디 상륙작전 개시 한달전의 비트만.

1944년 6월 6일 노르망디 상륙작전이 발동하여 연합군이 노르망디 해안에 상륙했다. SS 제101 중전차대대도 연합군의 상륙지점에 투입되게 되었다. 독일군은 이 상륙작전을 연합군의 유럽대륙의 침공작전이라 보고 [침공전선]이라 불렀다.
6월 13일 캉 시의 측면으로 우회돌파를 기도하던 영국 7 기갑사단(북아프리카 전역에서 롬멜의 주요 적이었던 영국군 부대로 일명 "사막의 쥐"라 불렸다)의 선봉 전차부대가 빌라르-보카쥬에서 도착하여 휴식을 위해 정지하고 있었다. 이것을 알게 된 비트만은 즉시 단독으로 공격할 것을 결정하고 자신의 205호차가 차량불량이었기에 222호차(212호나 231호차란 이야기도 있다)에 올라타 볼을 포수로 불렀다.(비트만이 212호차에 탑승하였다면 전차장인 볼이 포수로 그대로 이동했을 것이다)

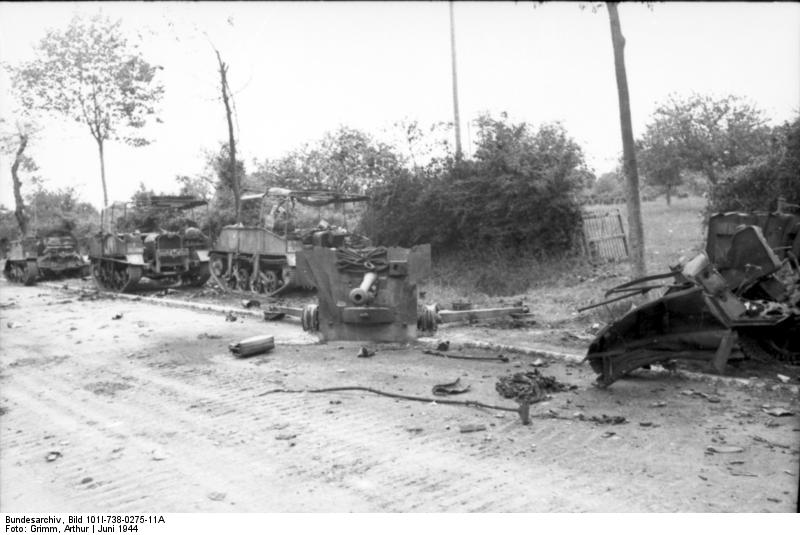

비트만 단독으로 빌라르-보카츠 전투의 막이 열렸다. 이 도시의 남쪽부터 기습을 가해 공격개시와 동시에 3대의 전차를 격파했다. 그 후 동쪽의 213고지에서 도로에 전개한 차량 행렬을 공격해 6대의 전차, 10대의 장갑병력수송차(반궤도장갑차), 4대의 장갑차, 2문의 대전차포를 격파했다. 213고지에 제2중대의 전차와 합류하고 다시 빌레르-보카쥬로 향했다. 시가지에 들어설때쯤 3대의 전차와 지휘전차를 격파했다. 여기서 영국군의 대전차포의 공격을 받고, 탑승한 전차가 행동불능에 빠졌기 때문에 비트만은 탈출했다.
얼마 후에 뒤따라온 1중대가 빌레르-보카쥬에 돌입하고, 프리츠 바예를라인의 교도기갑사단으로부터 증원도 도착했다. 전투는 저녁때까지 계속되어 영국 7기갑사단은 많은 피해를 입고 후퇴했다. SS 101 중전차대대는 우회 돌파를 저지하는 데 성공했다. 비트만 자신은 이 전투에서 27대의 차량을 격파했다. 6월 25일 총통관저에 출두한 비트만에게 히틀러는 빌라르-보카쥬의 눈부신 공적을 치하하고 백엽검기사철십자장을 수여했다. 계급도 대위로 승진하였다.

### 전사
1944년 8월 8일 비트만의 제2중대는 아군의 후퇴를 엄호하기 위해 캉을 향해 출격했다. 탑승한 차량은 티이거 007호차였다. 생트 부근에서 적군과 교전을 벌여 전차 3대를 격파했다. 그러나 후방으로 들어온(아니면 매복하였던) 적 전차의 공격을 받고 007호차는 폭파되어 불타고, 비트만과 탑승원은 전사했다.
비트만의 전차를 누가 격파한 것이냐에 대해선 여러 설이 있다. 아래 주요한 설을 열거해 본다.
- 1 노생프턴샤 의용기병단의 셔먼 파이어플라이(M4중전차)
- 캐나다 4 기갑사단의 셔먼 파이어플라이
- 호커 타이푼에 의한 저공사격

비트만과 동료의 시체는 격파된 부근에 가매장되었다고 전해졌고, 1983년 도로 확장 공사 중에 유골을 발견하여 현재 라 캉프의 독일군 전몰자 묘지에 매장되었다.

## 문헌
- カール・コーラッツ（著）、菊地晟（訳）、『ティーガーの騎士』、大日本絵画
- パトリック・アグテ（著）、岡崎淳子（訳）、『ヴィットマン ; LSSAH のティーガー戦車長たち』、大日本絵画
- エリック・ルフェーブル（著）、岡部イサク（訳）、『パンツァーズ・イン・ノルマンディー』、大日本絵画
- 小林源文（作）、『鋼鉄の死神』、（ヴィットマンの伝記劇画）、大日本絵画